# Nmixx
Nmixx (hangul: 엔믹스) – południowokoreański girlsband utworzony przez wytwórnię SQU4D, podwytwórnię JYP Entertainment. Grupa składa się z sześciu członkiń: Lily, Haewon, Sullyoon, Bae, Jiwoo i Kyujin. Pierwotnie grupa składała się z siedmiu członkiń. Jinni opuściła grupę 9 grudnia 2022 roku, po rozwiązaniu kontraktu na wyłączność. Grupa zadebiutowała 22 lutego 2022 roku z single albumem Ad Mare.

## Historia

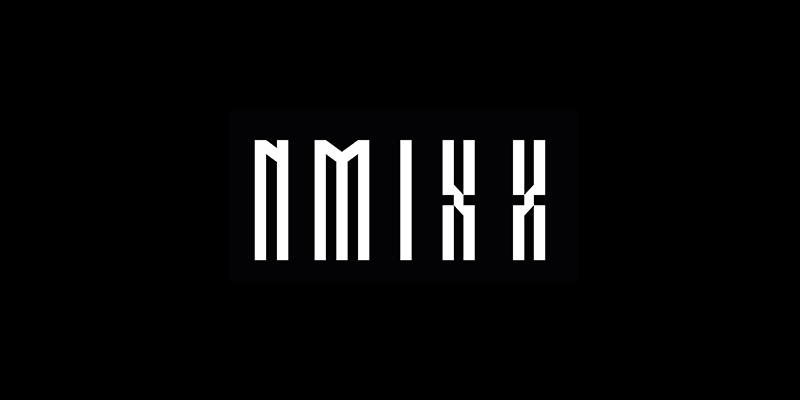
Oficjalne logo Nmixx (2022)

### 2021–2022: debiut zAd Mare,Entwurfi odejście Jinni
9 lipca 2021 roku JYP Entertainment ogłosiło, że w lutym 2022 roku zadebiutuje nowy dziewczęcy zespół, pierwszy od czasu Itzy w 2019 roku. Od 16 do 25 lipca JYP Entertainment udostępniło zamówienia przedpremierowe na limitowaną edycję debiutanckiego albumu grupy, zatytułowaną Blind Package.
26 stycznia 2022 roku JYP Entertainment ogłosiło, że grupa będzie nazywać się Nmixx, do tej pory wstępnie nazywane były JYPn. 2 lutego ogłoszono, że zadebiutują 22 lutego wraz z wydaniem Ad Mare.
19 września Nmixx wydały swój drugi singiel album Entwurf, wraz z głównym singlem „Dice”. 23 listopada grupa wydała świąteczną piosenkę, zatytułowaną „Funky Glitter Christmas”.
9 grudnia JYP Entertainment ogłosiło, że Jinni opuściła Nmixx i rozwiązała kontrakt z powodów osobistych i będą kontynuować działalność jako sześcioosobowa grupa.

### Od 2023: Minialbumy, trasy koncertowe

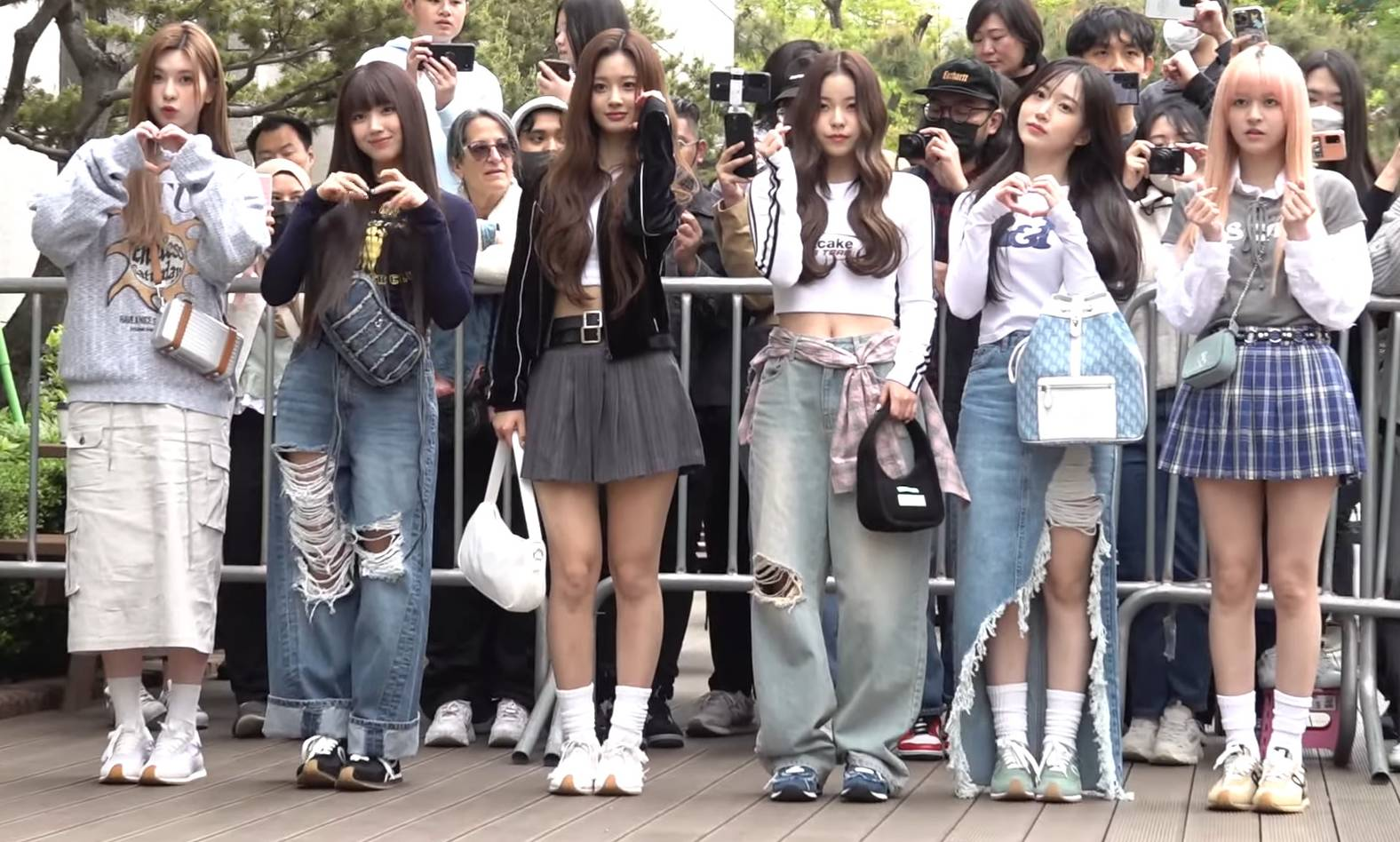
Nmixx w kwietniu 2023 roku.

20 marca 2023 roku Nmixx wydały swój pierwszy minialbum Expérgo, z tytułowym utworem „Love Me Like This”. W maju grupa rozpoczęła trasę Nice to Mixx You, obejmującą 13 koncertów w Stanach Zjednoczonych i Azji. 31 maja ogłoszono, że JYP Entertainment rozszerzyło współpracę z Republic Records, obejmując nią również Nmixx i Xdinary Heroes, w ramach strategicznego partnerstwa, które wcześniej obejmowało Twice, Itzy i Stray Kids. 11 lipca 2023 roku Nmixx wydały swój trzeci single album A Midsummer Nmixx's Dream, zawierający cztery utwory, w tym singiel przedpremierowy „Roller Coaster” oraz tytułowy utwór „Party O'Clock”, napisany i skomponowany przez J. Y. Parka. 20 sierpnia JYP Entertainment ogłosiło, że Nmixx zorganizują swój pierwszy koncert dla fanów, Nmixx Change Up: Mixx University, który odbędzie się 7 i 8 października w Jangchung Arena w Seulu. Grupa kontynuowała koncert dla fanów za granicą, występując w Hongkongu, Tajpej i Makau w 2024 roku.
15 stycznia 2024 roku Nmixx wydały swój drugi minialbum Fe3O4: Break, zawierający singiel przedpremierowy „Soñar (Breaker)” oraz tytułowy utwór „Dash”. 17 lipca JYP Entertainment ogłosiło, że grupa zorganizuje swój drugi koncert dla fanów, Nmixx Change Up: Mixx Lab, który odbędzie się od 4 do 6 października w Jangchung Arena w Seulu. Trzeci minialbum Nmixx, Fe3O4: Stick Out, został wydany 19 sierpnia, z tytułowym utworem „See That?”. 11 października grupa wydała hiszpańską wersję utworu „Soñar”.
19 lutego 2025 roku ogłoszono, że 17 marca Nmixx wyda swój czwarty minialbum Fe3O4: Forward. Utwór przedpremierowy „High Horse” został wydany 4 marca. 24 lutego grupa niespodziewanie pojawiła się na Festiwalu Viña del Mar 2025 w Viña del Mar w Chile. 8 marca ogłoszono, że Nmixx dołączy do line-upu festiwalu iHeartRadio Wango Tango, który odbędzie się 10 maja na plaży Huntington Beach.

## Członkinie

### Obecne
| Pseudonim   | Pseudonim | Prawdziwe imię | Prawdziwe imię | Data urodzenia       | Pozycja w zespole           |
| Latynizacja | Hangul    | Latynizacja    | Hangul         | Data urodzenia       | Pozycja w zespole           |
| ----------- | --------- | -------------- | -------------- | -------------------- | --------------------------- |
| Haewon      | 해원      | Oh Hae-won     | 오해원         | 25 lutego 2003       | liderka, wokalistka         |
| Lily        | 릴리      | Lily Morrow    | 릴리모로우     | 17 października 2002 | wokalistka                  |
| Sullyoon    | 설윤      | Seol Yoon-ah   | 설윤아         | 26 stycznia 2004     | wokalistka                  |
| Bae         | 배이      | Bae Jin-sol    | 배진솔         | 28 grudnia 2004      | wokalistka                  |
| Jiwoo       | 지우      | Kim Ji-woo     | 김지우         | 13 kwietnia 2005     | raperka, wokalistka         |
| Kyujin      | 규진      | Jang Kyu-jin   | 장규진         | 26 maja 2006         | raperka, wokalistka, maknae |

### Byłe
| Pseudonim   | Pseudonim | Prawdziwe imię | Prawdziwe imię | Data urodzenia   | Pozycja w zespole   |
| Latynizacja | Hangul    | Latynizacja    | Hangul         | Data urodzenia   | Pozycja w zespole   |
| ----------- | --------- | -------------- | -------------- | ---------------- | ------------------- |
| Jinni       | 지니      | Choi Yun-jin   | 최윤진         | 16 kwietnia 2004 | raperka, wokalistka |

## Dyskografia

### Minialbumy
| Rok  | Dane dot. albumu | Najwyższa pozycja | Najwyższa pozycja | Najwyższa pozycja | Najwyższa pozycja | Sprzedaż                     |
| Rok  | Dane dot. albumu | KOR (Circle)      | JPN (Oricon)      | US                | US World Albums   | Sprzedaż                     |
| ---- | --- | ----------------- | ----------------- | ----------------- | ----------------- | ---------------------------- |
| 2023 | Expérgo - Wydany: 20 marca 2023 - Wytwórnia: JYP Entertainment - Format: CD, digital download, streaming                       | 2                 | 8                 | 122               | 5                 | - KOR: 953 087+ - JPN: 9076  |
| 2024 | Fe3O4: Break - Wydany: 15 stycznia 2024 - Wytwórnia: JYP Entertainment, Republic - Format: CD, digital download, streaming     | 1                 | 17                | 171               | 2                 | - KOR: 727 026+ - JPN: 4095+ |
| 2024 | Fe3O4: Stick Out - Wydany: 19 sierpnia 2024 - Wytwórnia: JYP Entertainment, Republic - Format: CD, digital download, streaming | 1                 | 25                | –                 | 5                 | - KOR: 636 345+ - JPN: 2299+ |
| 2025 | Fe3O4: Forward - Wydany: 17 marca 2025 - Wytwórnia: JYP Entertainment, Republic - Format: CD, digital download, streaming      | 1                 | 44                | –                 | 6                 | - KOR: 727 829+ - JPN: 1160+ |

### Single

#### Single albumy
| Rok  | Dane dot. albumu | Najwyższa pozycja | Najwyższa pozycja | Sprzedaż        |
| Rok  | Dane dot. albumu | KOR (Circle)      | JPN Hot           | Sprzedaż        |
| ---- | --- | ----------------- | ----------------- | --------------- |
| 2022 | Ad Mare - Wydany: 22 lutego 2022 - Wytwórnia: JYP Entertainment - Format: CD, digital download, streaming                            | 1                 | –                 | - KOR: 498 432+ |
| 2022 | Entwurf - Wydany: 19 września 2022 - Wytwórnia: JYP Entertainment - Format: CD, digital download, streaming                          | 1                 | 53                | - KOR: 562 596+ |
| 2023 | A Midsummer Nmixx’s Dream - Wydany: 11 lipca 2023 - Wytwórnia: JYP Entertainment, Republic - Format: CD, digital download, streaming | 3                 | –                 | - KOR: 838 262+ |

#### Single cyfrowe
| Rok                                                       | Tytuł                     | Najwyższa pozycja | Najwyższa pozycja | Najwyższa pozycja | Najwyższa pozycja | Najwyższa pozycja | Najwyższa pozycja | Najwyższa pozycja | Album                     |
| Rok                                                       | Tytuł                     | KOR               | KOR               | JAP Hot           | MLY               | SGP               | VIE               | WW                | Album                     |
| Rok                                                       | Tytuł                     | Circle            | Songs             | JAP Hot           | MLY               | SGP               | VIE               | WW                | Album                     |
| --------------------------------------------------------- | ------------------------- | ----------------- | ----------------- | ----------------- | ----------------- | ----------------- | ----------------- | ----------------- | ------------------------- |
| 2022                                                      | „O.O”                     | 81                | 63                | 42                | 17                | 18                | 38                | 138               | Ad Mare                   |
| 2022                                                      | „Dice”                    | 49                | 16                | 56                | –                 | 20                | 74                | 155               | Entwurf                   |
| 2022                                                      | „Funky Glitter Christmas” | –                 | –                 | –                 | –                 | –                 | –                 | –                 | –                         |
| 2023                                                      | „Young, Dumb, Stupid”     | 50                | –                 | –                 | –                 | –                 | –                 | –                 | Expérgo                   |
| 2023                                                      | „Love Me Like This”       | 11                | 11                | –                 | –                 | 30                | –                 | –                 | Expérgo                   |
| 2023                                                      | „Roller Coaster”          | 100               | 23                | –                 | –                 | –                 | –                 | –                 | A Midsummer Nmixx’s Dream |
| 2023                                                      | „Party O'Clock”           | 139               | –                 | –                 | –                 | –                 | –                 | –                 | A Midsummer Nmixx’s Dream |
| 2023                                                      | „Soñar (Breaker)”         | 111               | –                 | –                 | –                 | –                 | –                 | –                 | Fe3O4: Break              |
| 2024                                                      | „Dash”                    | 75                | –                 | –                 | –                 | –                 | –                 | –                 | Fe3O4: Break              |
| 2024                                                      | „See That?” (별별별)      | 22                | 24                | –                 | –                 | –                 | –                 | –                 | Fe3O4: Stick Out          |
| 2025                                                      | „High Horse”              | –                 | –                 | –                 | –                 | –                 | –                 | –                 | Fe3O4: Forward            |
| 2025                                                      | „Know About Me”           | 78                | –                 | –                 | –                 | –                 | –                 | –                 | Fe3O4: Forward            |
| „–” oznacza, że singiel nie był notowany na danej liście. |                           |                   |                   |                   |                   |                   |                   |                   |                           |